# Million Dollar Traders
Million Dollar Traders var en brittisk reality tv-serie producerad av BBC som följde tolv traders i deras tradingaktiviteter i samband med Finanskrisen 2007-2008. Anton Kreil, en före detta professionellt trader, utsågs till gruppens manager.